# Paraleyrodes citricolus
Paraleyrodes citricolus es un hemíptero de la familia Aleyrodidae, con una subfamilia: Aleyrodinae.
Fue descrita científicamente por primera vez por Costa Lima en 1928.